# VoVPN
VoVPN (Voice over VPN) ist eine Netzwerkverbindung, mit der eine VoIP-Verbindung durch ein VPN-Netz getunnelt werden kann. Das ist sinnvoll, wenn eine Verschlüsselung des VoIP-Verkehrs erreicht werden soll, beispielsweise wenn ein öffentliches Netzwerk wie das Internet zur Übertragung benutzt wird. Es wird dadurch für Angreifer wesentlich erschwert, das Gespräch abzuhören.
Entwickelt wurde VoVPN vor allem deswegen, weil die bis dahin verwendeten Protokolle wie RTP keine Verschlüsselung unterstützten. Es stellt jedoch kein eigenes Protokoll dar, sondern beschreibt lediglich ein Verfahren zur Einbettung von VoIP-Streams in das VPN-Protokoll.
Seit dem 14. August 2006 ist VoVPN als eingetragener Markenname des deutschen Unternehmens Funkwerk Enterprise Communications GmbH, ein Tochterunternehmen der Funkwerk AG, anerkannt.
Die Qualität der VoIP-Verbindung kann durch eine Tunnelung mittels SSL-basiertem VPN verbessert werden.